# Billie's Bounce
Billie's Bounce est un standard de jazz composé par le saxophoniste américain Charlie Parker en 1945.
Son harmonie est basée sur le blues, la version originale étant jouée en Fa majeur. Comme souvent pour les compositions de Charlie Parker, Billie's Bounce a été repris par de nombreux musiciens de jazz.

## À propos du morceau
Contrairement à une idée reçue, le titre de Billie's Bounce ne fait pas référence à la chanteuse Billie Holiday mais à Billy Shaw, l'agent de Dizzy Gillespie, auquel le trompettiste a également dédié sa composition Shaw 'Nuff.
En 1957, Eddie Jefferson a ajouté des paroles au thème et vocalisé le solo de Parker sur son album Vocal Ease.

### Version de Charlie Parker
Billie's Bounce est enregistré pour la première fois par son compositeur Charlie Parker en novembre 1945. Composé le jour même de la session, cinq prises permettent d'arriver à l'enregistrement final. Parker livre un solo brillant, suivi par un Miles Davis dans l'économie. Les musiciens sont accompagnés par  Dizzy Gillespie (piano), Curly Russell (contrebasse) et Max Roach (batterie).
Dans son livre Bebop: The Music and the Players, Thomas Owens décrit Billie's Bounce comme « un blues bebop typique, avec une introduction au piano, suivie par une double exposition du thème à l'unisson, des solos, et de nouveau une double exposition du thème à l'unisson ».
L'enregistrement a été ajouté au Grammy Hall of Fame en 2002,.

### Analyse
Billie's Bounce est un blues de 12 mesures, offrant une variation des dernières mesures : à la place d'une progression classique V7 - V7 - IV7 - IV, on trouve une cellule-anatole vi–ii–V–I (en).

## Enregistrements
Il existe plus de 200 enregistrements de Billie's Bounce. Parmi ceux-ci, on peut citer, :
- Albert Ayler : My Name is Albert Ayler (1964)
- George Benson : Giblet Gravy (1968)
- Don Byas : Anthropology (1963)
- Manu Codjia, Géraldine Laurent et Christophe Marguet : Looking for Parker (2013)
- Ella Fitzgerald : Montreux '77 (en) (1977)
- Red Garland et John Coltrane : Dig It! (1962)
- Stan Getz et J. J. Johnson : Stan Getz and J.J. Johnson at the Opera House (1957)
- Dexter Gordon : Bouncin' with Dex (1975)
- Dizzy Gillespie : To Bird With Love (1992)
- Johnny Griffin : Birds and Ballads (1978)
- Jutta Hipp : Jutta Hipp at the Hickory House (1956)
- Keith Jarrett : Still Live (1986), Tokyo '96 (1996)
- Lee Konitz : Very Cool (1957)
- Milcho Leviev et Dave Holland : Up & Down (1987)
- John Lewis et Hank Jones : An Evening with Two Grand Pianos (1979)
- Shelly Manne : The Three and the Two (1954)
- Wes Montgomery : Fingerpickin' (1957)
- David Murray : Saxmen (1993)
- Art Pepper et George Cables : Goin' Home (1982)
- Oscar Peterson : Encore at the Blue Note (1990)
- Herbie Hancock et Oscar Peterson : "Together and Alone, New York 82'" (1982)
- Bill Evans : Monterey Jazz Festival '75 (1975)
- Bud Powell : Bud Plays Bird (1958)
- Betty Roche : Singin' and Swingin' (1960)
- Ben Webster et le Modern Jazz Quartet : 1953: An Exceptional Encounter (1953)
- Phil Woods : Just Friends' (1994)
- Robert Wyatt : Radio Experiment Rome, February 1981 (1981/2009)